# Pipriac
Pipriac (tiếng Breton: Presperieg, Gallo: Pisperiac) là một xã của tỉnh Ille-et-Vilaine, thuộc vùng Bretagne, miền tây bắc nước Pháp.
It lies 35 km southwest of Rennes.

## Dân số
Người dân ở Pipriac được gọi là Pipriatains.
| Năm | 1962 | 1968 | 1975 | 1982 | 1990 | 1999 | 2005 |
| --- | ---- | ---- | ---- | ---- | ---- | ---- | ---- |
| Dân số | 2804 | 2848 | 2669 | 2669 | 2772 | 2912 | 3157 |
| From the year 1962 on: No double counting—residents of multiple communes (e.g. students and military personnel) are counted only once. |      |      |      |      |      |      |      |

## Twin town
Pipriac kết nghĩa với the village of Whitland in Carmarthenshire, Wales.

## Celebrities from Pipriac
- Jan Brito, "the Breton Gutenberg", a humanist and precursor who introduced the printing in Brugge.